# Svahilština
Svahilština (Kiswahili) je bantuský jazyk používaný ve východní Africe. Pro většinu mluvčích nejde o jazyk mateřský, ale především o dorozumívací a společně s angličtinou jde o nejdůležitější linguu francu východní Afriky. Za úřední jazyk byla prohlášena v Tanzanii, Keni, Rwandě a Ugandě. Zatímco počet rodilých mluvčích je odhadován v rozmezí 3 až 18 milionů, celkový počet uživatelů může být až 200 milionů.
Svahilština má gramatiku založenou na bázi jazyků bantuských, ale její slovní zásoba je směsicí převážně bantusko-arabsko-anglickou. To odráží nedávné období britské koloniální nadvlády a předešlé expanze arabské (ománské), menší vliv na slovní zásobu měly i perština, portugalština, hindština a některé africké jazyky. Rozeznáváme 3 hlavní dialekty:
- unguja je ve svahilštině jméno ostrova Zanzibaru, kde se tento dialekt vyvinul. Je považován za nejčistší a standardní formu svahilštiny, která se rozšířila po celé Tanzanii
- mwita pochází z Mombasy a používá se na většině území Keni
- amu je nejmenší nářečí s domovem na ostrově Lamu a několika malých ostrovech sousedních

Svahilština je i dnes dynamicky se vyvíjející jazyk, v období postkoloniálním vznikl smíšením angličtiny se svahilštinou s malou příměsí hindštiny nový slangový dialekt zvaný sheng.
Ve svahilštině existuje bohatá literatura. Nejstarší svahilské nápisy najdeme na náhrobních kamenech pocházejících ze 14. století, později v ní byla psána islámská poezie, do 18. století se používalo písma arabského, od 19. století je svahilština psána latinkou. Nejznámějšími spisovateli 20. století jsou Ngũgĩ wa Thiong'o, Meja Mwangi a Shaaban Robert.

## Rozšíření

rozšíření svahilštiny

Svahilština se používá v těchto zemích:
- Tanzanie (úřední jazyk)
- Keňa (úřední jazyk)
- Uganda (úřední jazyk)
- Burundi
- Mayotte
- Mosambik
- Rwanda
- Somálsko (minoritně)
- Demokratická republika Kongo

## Fráze
- hakuna matata – jedna z nejznámějších frází, proslavená kreslenou Disneyovkou Lví král. Znamená „žádný problém“ nebo „neboj“ (doslova: „nejsou potíže“).
- Jambo! – pozdrav užívaný především v kontaktu s turisty, mezi domorodými mluvčími je většinou ohýbán (např. hamjambo, hatujambo). Pozdravů jsou desítky (např. Habari za leo? Habari za kazi?). Na převážně muslimském pobřeží Keni a Tanzanie se často zdraví Salam alejkum…
- „Děkuji“ se svahilsky řekne „asante“.

## Příklady

### Číslovky
| Svahilsky | Česky |
| moja      | jeden |
| mbili     | dva   |
| tatu      | tři   |
| nne       | čtyři |
| tano      | pět   |
| sita      | šest  |
| saba      | sedm  |
| nane      | osm   |
| tisa      | devět |
| kumi      | deset |

## Vzorový text

### Všeobecná deklarace lidských práv
| svahilsky | Wote wamezaliwa huru na sawa katika heshima na haki. Wao ni aliyejaliwa akili na dhamiri na wanapaswa kutenda katika roho ya udugu.        |
| česky     | Všichni lidé se rodí svobodní a sobě rovní co do důstojnosti a práv. Jsou nadáni rozumem a svědomím a mají spolu jednat v duchu bratrství. |